# Južni Bioko
Sjeverni Bioko (španjolski:Bioko Sur ) je pokrajina u Ekvatorskoj Gvineji. Glavni grad je Luba. Zauzima južni (veći)  dio otoka Bioko.
Prema zavodu za statistiku Ekvatorske Gvineje.godine 2001. u njoj je bilo 29 034 stanovnika. Pokrajina je podijeljena na 2 općine: Luba i Riaba.